# 서조선만
서조선만(西朝鮮灣, 표준어: 서한만(西韓灣)) 또는 조선만(朝鮮灣, 표준어: 한국만(韓國灣), 중국어 간체자: 朝鲜湾, 정체자: 朝鮮灣)은 평안북도 서쪽 끝과 황해북도 서쪽 끝 사이에 있는 만으로, 국제적인 한국만(조선만)의 일부를 가리킨다. 수심이 얕아서 연안 일대에는 간석지가 발달해 곳곳에 염전이 많다. 압록강과 대동강, 청천강이 흘러들며 하구 부근에는 평야가 펼쳐져 있다. 주요 항구로 남포가 있다.

## 명칭

### 대한민국
대한민국 정부는 1950년 1월 16일 국무원고시 제7호 〈국호 및 일부 지방명과 지도색 사용에 관한 건〉 중에서 ‘"조선"은 지명으로도 사용하지 못하고 "조선해협" "동조선만" "서조선만"등은 각각 "대한해협" "동한만" "서한만"으로 고쳐 부른다’고 하여 명칭을 변경하였다.

## 유전
중화인민공화국과 조선민주주의인민공화국이 서조선만의 유전 공동개발에 합의하였다는 주장이 있으며, 그 매장량은 210억에서 240억 톤까지 달한다고 주장하였다.

## 같이 보기
- 조선만
- 동조선만